# Patricio Camps
Patricio Alejandro Camps (Buenos Aires, 22 gennaio 1972) è un ex calciatore argentino, di ruolo centrocampista.

## Carriera

### Club
Camps ha disputato buona parte della sua carriera nel Velez Sarsfield, squadra argentina, dove ha disputato un totale di 235 gare in campionato, segnando 72 reti. Nel Velez il calciatore ha intrapreso l'attività a 14 anni, nel 1986, entrando in prima squadra nel 1991. Le altre squadre che lo hanno ospitato sono il Banfield, l'UAG Tecos, il Quilmes e l'Olimpia.
Ha avuto una breve parentesi europea, nel 2000, tra i greci del PAOK. Nell'autunno di quell'anno l'Udinese è eliminata dalla Coppa UEFA dagli ellenici grazie ad una doppietta di Camps nella gara di ritorno in Grecia.
Ha chiuso la carriera nel 2004 in Paraguay.

### Nazionale
Ottenne 2 convocazioni in Nazionale in sei anni, dal 1992 al 1998.

## Palmarès

### Club

#### Competizioni nazionali
- Campionato argentino: 4

Velez Sarsfield: Clausura 1993, Apertura 1995, Clausura 1996, Clausura 1998

#### Competizioni internazionali
- Coppa Interamericana: 1

Vélez Sarsfield: 1994
- Supercoppa Sudamericana: 1

Velez Sarsfield: 1996
- Recopa Sudamericana: 1

Velez Sarsfield: 1997